# 红沙渠遗址
红沙渠遗址，位于中国甘肃省临泽县，为一个省级文物保护单位，类型为古遗址。
红沙渠遗址的历史年代为明代。